# Honda CBX 650 E

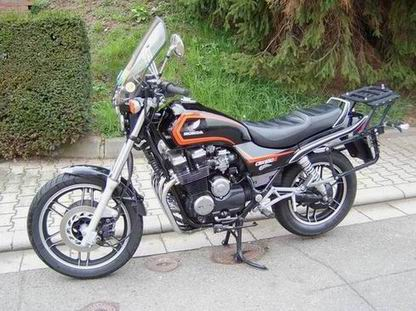
Original Lackierung in schwarz/rot mit Scheibe, Gepäckträger und 4-in-1-Auspuffanlage als Zubehör

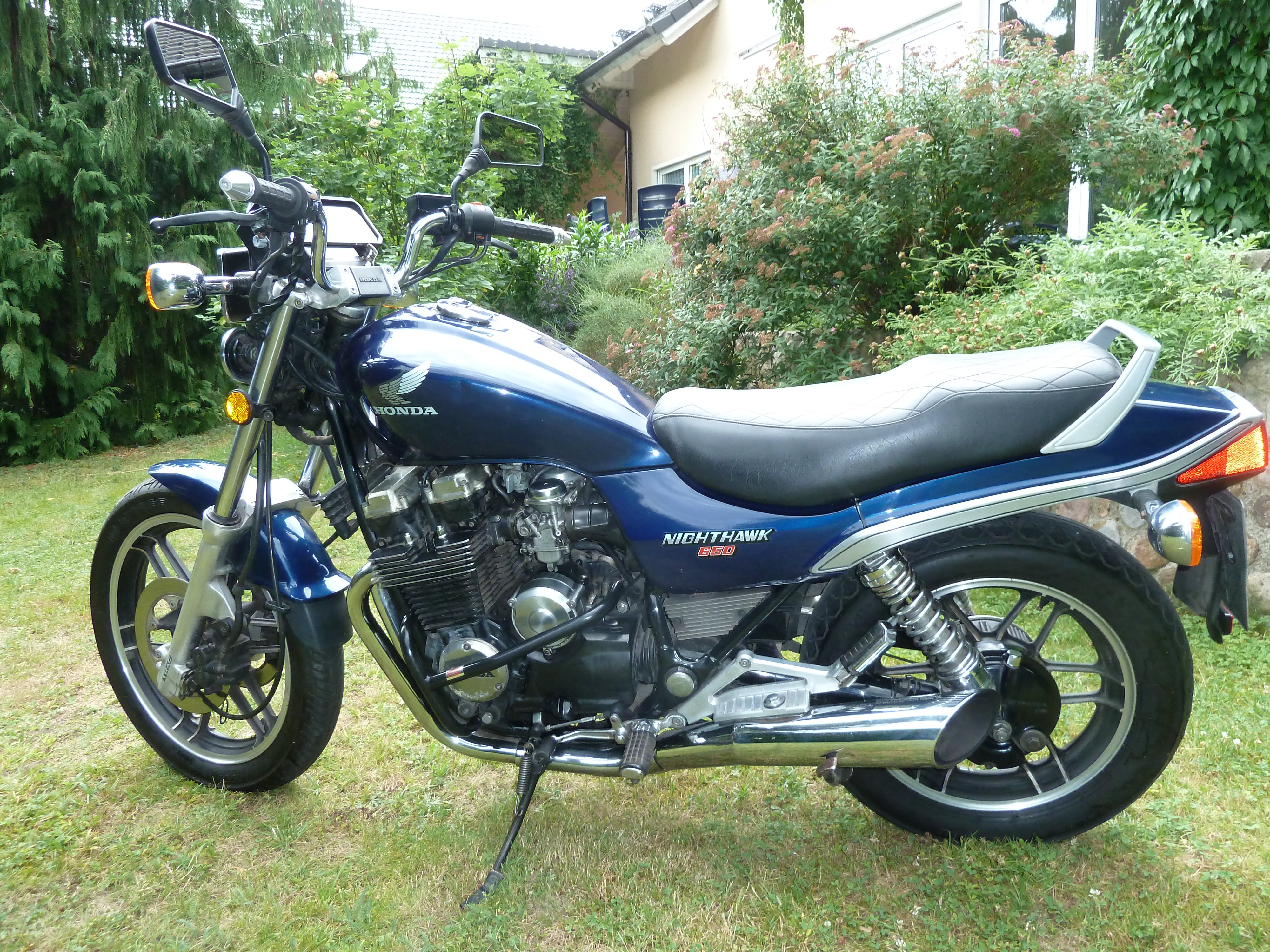
Honda CB 650 SC Nighthawk (US-Modell), 1985

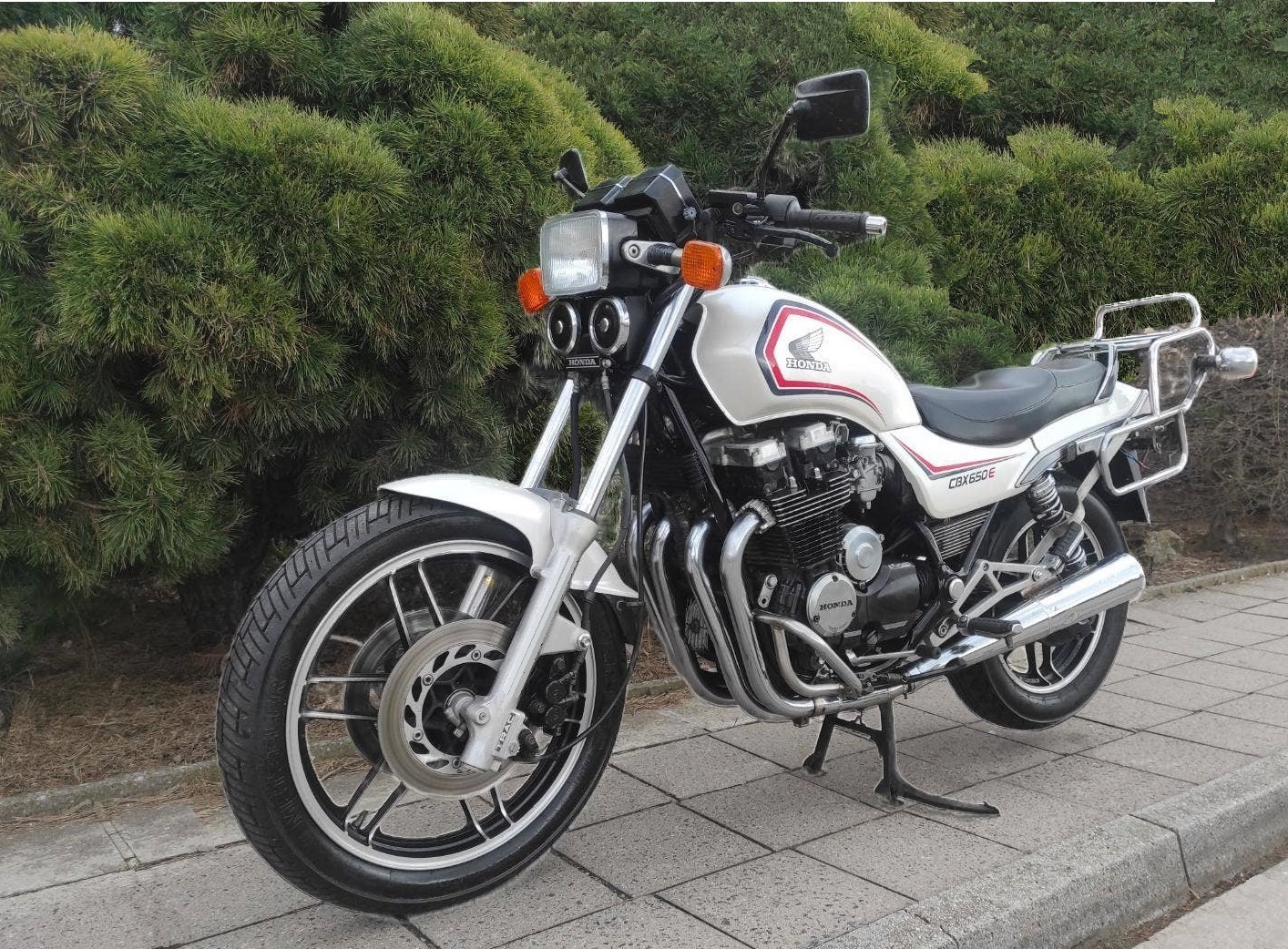
Honda CBX 650 E

Die CBX 650 E (Werkscode: RC 13) ist ein Motorradmodell des japanischen Fahrzeugherstellers Honda, welches in erster Linie für den US-amerikanischen Markt konzipiert wurde. Die Verkaufsbezeichnung in den Vereinigten Staaten war CB 650 SC „Nighthawk“. Diese unterscheidet sich durch einen anders geformten Tank und eine Auspuffanlage mit angeschrägten Endtöpfen sowie andere Lenkerschalter.
Als mittlere CBX zwischen 550 und 750 cm³ Hubraum, trat sie 1983 mit Kardanantrieb als Rivalin zur Yamaha XJ 650 und zur Z 550 GT von Kawasaki an. Der Motor, ein luftgekühlter Vierzylinder-4-Takt-Otto-Reihenmotor  hat zwei obenliegende Nockenwellen (DOHC) und 16 Ventile mit hydraulischem Ventilspielausgleich. Die Kupplung wird hydraulisch betätigt. Das Motorrad hat eine Tankuhr und eine Ganganzeige, beide in LCD-Technik. 

## Technische Daten
- Motor: Luft/Öl-gekühlter Reihen-Vierzylinder (4-Takt) 16 V
- Hubraum: 655 cm³
- Nennleistung: 37 kW bei 8000/min
- (auch als 55 kW bei 9500/min gebaut)
- Vergaser: Keihin-Gleichdruck 29 mm
- Zündung: Kontaktlose Transistorzündung
- Getriebe: 5. Gang mit Overdrive
- Kraftübertragung: Kardanwelle
- Starter: elektronischer Starter
- Rahmen: Doppelschleifen-Stahlrohrrahmen
- Fahrwerk: vorn: Telegabel mit Anti-Dive Funktion (TRAC) und Druckluftunterstützung
- Fahrwerk: hinten: Doppelarmschwinge mit zwei Federbeinen mit variabler Feder
- Federwege: vorn 160 mm / hinten 95 mm
- Bremsen: vorn: Doppelscheibenbremse 275 mm mit Schwimmsattel und Doppelkolben
- Bremsen: hinten: Trommelbremse
- Felgen und Reifen: Leichtmetall Gussräder v. 19″ Zoll Tubeless / h. 16″ Zoll Tubeless
- Zulässige Gesamtmasse: 397 kg
- Gewicht vollgetankt: 220 kg
- Tankinhalt: 16,5 l davon 3,0 l Reserve
- Verbrauch ca.: 6,2 l
- Öl: 3,2 l Motor 0,17 l Endantriebsöl
- V-max: 175 km/h
- V-max: 200 km/h (55 kW-Version)